# Otto Fretter-Pico
Otto Fretter-Pico (Karlsruhe, 2 de Fevereiro de 1893 - Flims, 30 de Julho de 1966) foi um general alemão da Wehrmacht na Segunda Guerra Mundial. Veterano da Primeira Guerra Mundial e irmão mais novo do General Maximilian Fretter-Pico, participou de operações da Polônia à França e da União Soviética à Itália. Fretter-Pico comandou unidades de artilharia antes de comandar a 57ª Divisão de Infantaria e a 148ª Divisão de Infantaria. Ele foi um recipiente da Cruz de Cavaleiro da Cruz de Ferro da Alemanha Nazista.
À frente de sua 148ª Divisão de Infantaria, ele foi bloqueado e cercado por forças brasileiras em Collecchio ao tentar recuar com a sua divisão para a Alemanha. Ele se rendeu à divisão brasileira em 29 de abril de 1945.

## Primeira Guerra Mundial
Otto Fretter-Pico nasceu em 2 de fevereiro de 1893, em Karlsruhe, antigo Grão-Ducado de Baden, hoje Baden-Württemberg, no Império Alemão, juntando-se ao Exército de Württemberg em 14 de julho de 1914, como Fahnenjunker (cadete). Tal como o seu irmão mais velho, que mais tarde se tornou o General da Artilharia Maximilian Fretter-Pico, integrou o 1.º Regimento de Artilharia de Campanha de Baden n.º 14 (1. Badisches Feldartillerie-Regiment Nr. 14). Ambos foram enviados para a frente, onde Otto foi ferido depois de alguns dias. No outono de 1914 ele voltou para a frente. Lá ele foi promovido a Leutnant (tenente) em 27 de janeiro de 1915.
Otto serviria toda a guerra na Frente Ocidental, as interrupções só foram feitas ao ser designado para o estado-maior da 28ª Divisão de fevereiro a maio de 1916 e novamente brevemente em outubro do mesmo ano. Além disso, Fretter-Pico completou um curso de dois meses na escola de artilharia no final de 1916.
A partir de setembro de 1917 assumiu a chefia da 6ª bateria de seu regimento e manteve esta posição até o fim da guerra. Em 18 de outubro de 1918, foi promovido a Oberleutnant (primeiro-tenente). Durante a Primeira Guerra Mundial, ele recebeu Cruzes de Ferro e outros prêmios.

## Entre-Guerras
Após a Primeira Guerra Mundial, Fretter-Pico foi aceito no Reichswehr. Ele foi usado pela primeira vez no 13º Regimento de Artilharia do Reichswehr (Reichswehr-Artillerie-Regiment 13). Com a formação do exército de 100.000 homens, passou a integrar o estado-maior do 2º batalhão do 5º Regimento de Artilharia; onde serviu até 1924 como ajudante de batalhão. No outono de 1924 ele foi transferido para a 6ª bateria do 5º (Hesse-Württemberg) Regimento de Artilharia (5. (Hess.-Württ.) Artillerie-Regiment) em Fulda. Nesta unidade foi promovido a Hauptmann (capitão) em 1º de fevereiro de 1928. Em 1º de outubro de 1928, foi transferido de volta ao estado-maior do 2º batalhão do 5º Regimento de Artilharia. De lá, Otto foi então enviado ao Departamento do Exército (T 1) no Ministério do Reichswehr em Berlim. Na primavera de 1930, ele foi então designado para o estado-maior regimental do 5º Regimento de Artilharia.
Em 1º de outubro de 1930, Fretter-Pico foi transferido para o 7º (Bávaro) Batalhão Médico (7. (Bayer.) Sanitäts-Abteilung); sendo nomeado ajudante da referida unidade em 1º de maio de 1933. Em 1º de outubro de 1933, foi nomeado chefe do 2º esquadrão do 7º (Bávaro) Batalhão de Condução (7. (Bayer.) Fahr-Abteilung). Em 13 de setembro de 1934, foi chamado de volta e comandou brevemente o 3º Batalhão do Regimento de Artilharia de Munster até 1º de outubro de 1934, quando foi transferido de volta ao Ministério do Reichswehr, como inspetor da Artilharia (Departamento In 4). Em 1º de janeiro de 1935, foi promovido a major. Ele permaneceu em serviço no ministério quando este foi renomeado Ministério da Guerra do Reich (Reichskriegsministerium) na primavera de 1935.
Em 1º de outubro de 1937, Otto foi promovido a Oberstleutnant (tenente-coronel). Como tal, foi nomeado comandante do 7º Batalhão de Observação (Beobachtungs-Abteilung 7) em Ingolstadt, de volta à Baviera em 10 de novembro de 1938. Enquanto estava lá, Fretter-Pico completou um curso em Jüterbog na escola de artilharia em janeiro de 1939.

## Segunda Guerra Mundial

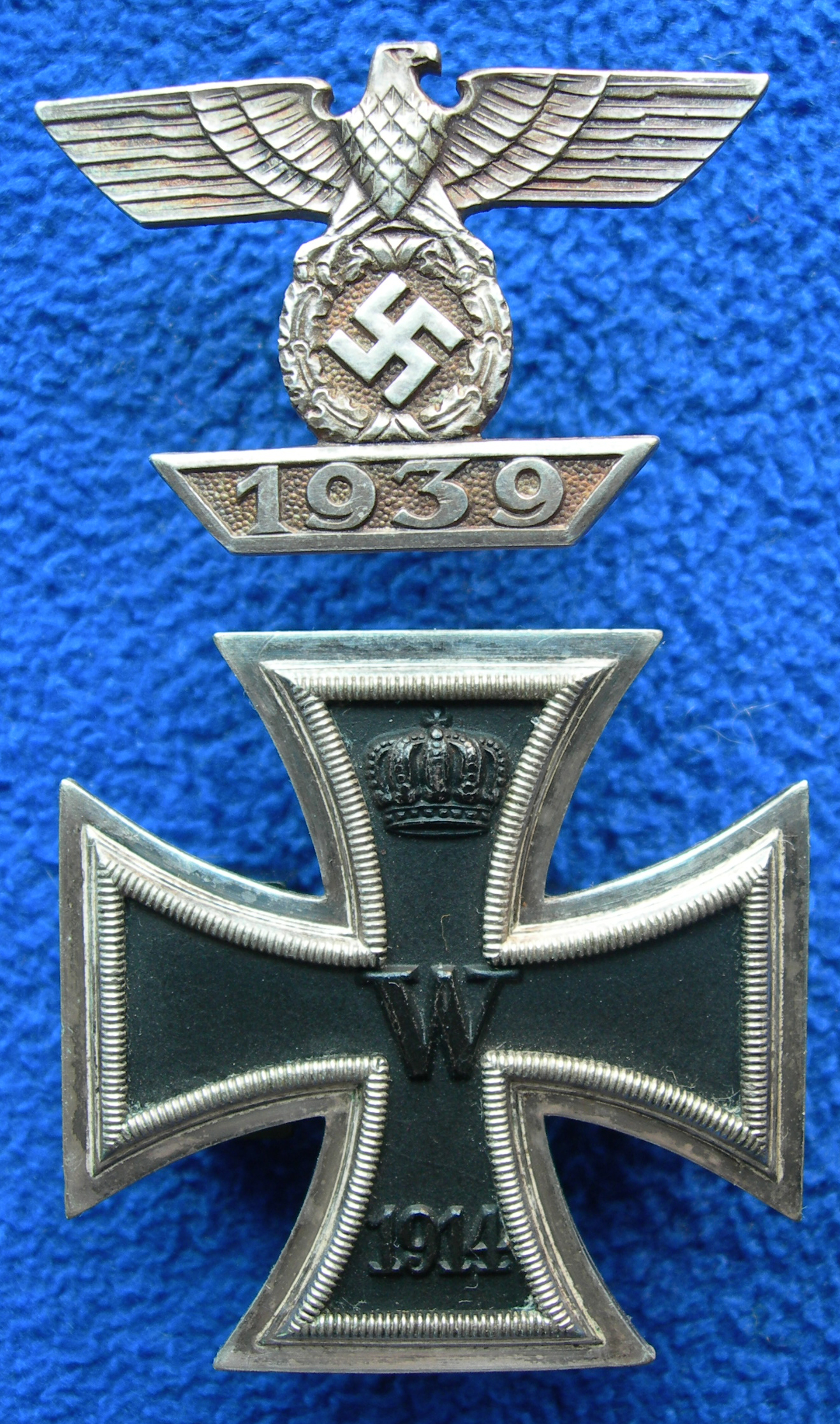
Exemplo da Cruz de Ferro 1ª Classe (1914) com reiteração de 1939 (Terceiro Reich), encimada pelo broche da Cruz de Ferro de 1939.

O então o tenente-coronel Otto Fretter-Pico liderou este batalhão na campanha da Polônia em setembro de 1939, recebendo o broche de sua Cruz de Ferro 2ª classe em 28 de setembro de 1939. No início de fevereiro de 1940, foi nomeado comandante do 297º Regimento de Artilharia (Artillerie-Regiment 297), que liderou em combate durante a invasão da França. Em 1º de setembro de 1940, foi promovido a Oberst (coronel).
Em seguida, liderou seu regimento de artilharia no início da invasão da União Soviética, no Grupo de Exércitos Sul. Em 11 de dezembro de 1941, Fretter-Pico foi condecorado com a Cruz Germânica em Ouro. Em março de 1942, ele renunciou ao comando de seu regimento. Ele foi então nomeado Comandante de Artilharia 102 (Arko 102). No final de 1942 ele foi então transferido para a Führerreserve. Ele foi designado para liderar uma divisão e foi enviado para o Grupo de Exércitos B para esse fim. No final de fevereiro de 1943, ele foi designado para liderar a 57ª Divisão de Infantaria.

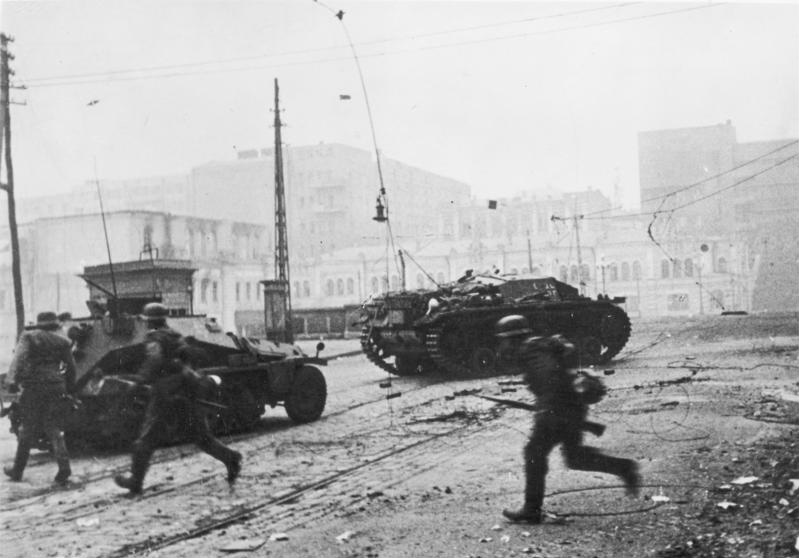
Uma peça de assalto StuG III Ausf.B provê apoio de fogo direto à infantaria da 57ª Divisão de Infantaria durante combate de rua em Kharkov, em 23 de outubro de 1941. O General Otto Fretter-Pico comandou a unidade de 20 de fevereiro até 1º de setembro de 1943.

Em 1º de março de 1943, ele foi promovido a Generalmajor (major-general) e em 1º de setembro de 1943, Fretter-Pico foi transferido para a Führerreserve. Em 25 de setembro de 1943 foi nomeado comandante da 148ª Divisão de Reserva (148. Reserve-Division) em Toulouse. Ativada como 148ª Divisão de Infantaria (148. Infanterie-Division) em 18 de setembro de 1944 para combater a invasão aliada durante a Operação Dragoon, a unidade foi usada nos contra-ataques contra os americanos nas praias de Le Muy, sendo desacelerada por guerrilheiros franceses e pára-quedistas britânicos. Uma retirada foi ordenada e a 148 cruzou para a Itália através dos Alpes.
Em 20 de outubro de 1944, Otto Fretter-Pico foi promovido a Generalleutenant (tenente-general). Como tal, ele foi premiado com a Cruz de Cavaleiro da Cruz de Ferro em 12 de dezembro de 1944. A 148 seria inicialmente usada na guerra anti-partisan na fronteira entre a Toscana e a Ligúria, incluindo a cooperação com outras tropas em algumas operações anti-partisans maiores sob o comando do 14º Exército/LI. Gebirgs-Armeekorps e em cooperação com unidades RSI.
Entre o final de novembro e o início de dezembro de 1944 nos Apeninos, entre La Spezia e Massa-Carrara, homens da 148 participaram do assassinato de numerosos civis italianos durante as operações de rastrellamento. Durante a operação Catilina (27 de novembro a 2 de dezembro de 1944), homens da 148, operando em conjunto com a XXXIII Brigata Nera Tullio Bertoni da RSI, operaram em Fosdinovo, Sarzana e Aulla reivindicando 365 inimigos mortos e levando 20 prisioneiros. Na operação Barbara (29 de novembro a 2 de dezembro de 1944, em Carrara-Massa), homens da 148, juntamente com outras unidades alemãs da marinha e unidades anti-partisans especiais, reivindicaram 110 inimigos mortos e fizeram 9 prisioneiros. Entre 20 e 25 de janeiro de 1945, a 148ª Divisão de Infantaria participou da Operação Bergkönig (Rei da Montanha), uma grande operação de busca e destruição nas áreas de Varese Ligure, Monte Gottero, Zeri e Zignago, na região de La Spezia. A luta ficaria conhecida como La battaglia del Gottero.
A Operação Bergkönig compreendeu unidades alemãs, Ost e RSI:
- 148. Infanterie-Division
- 162. (Turk) Infanterie-Division
- II./Grenadier-Regiment 274 (russ.)
- Lehrstab für Bandenbekämpfung
- Lehr-Bataillon Gebirgsjäger-Schule Mittenwald
- Festungs-Brigade 135
- Divisione Monterosa
- Divisione Italia
- XXXIII Brigata Nera "Tullio Bertoni"

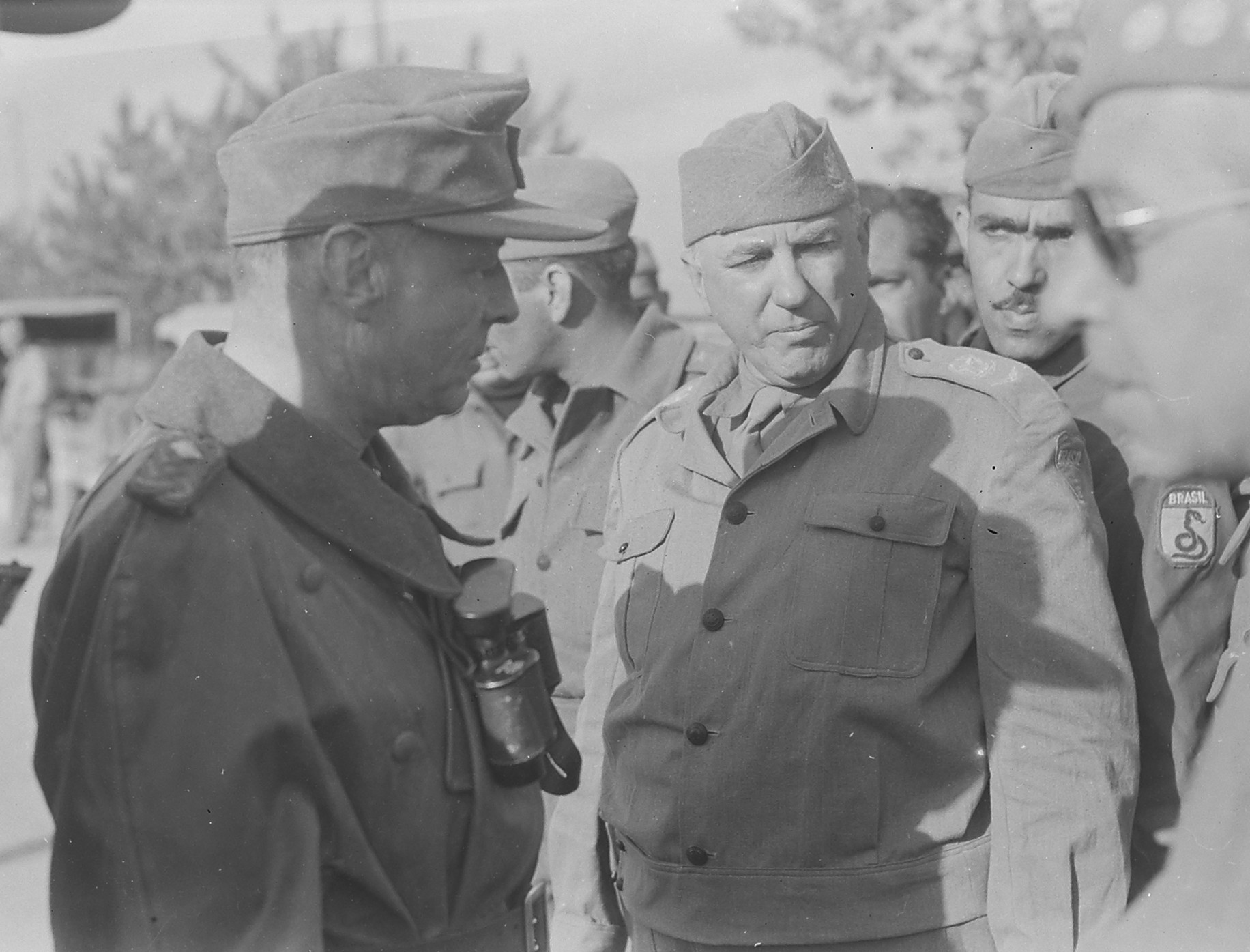
O Generalleutnant Otto Fretter-Pico (esquerda) rendendo-se ao General Olímpio Falconière da Cunha (centro) da 1ª Divisão de Infantaria brasileira.

No final de abril de 1945, durante a retirada das forças alemãs do norte da Itália durante a Ofensiva da Primavera dos Aliados, a 148ª Divisão de Infantaria de Fretter-Pico foi bloqueada pela Força Expedicionária Brasileira na área de Collecchio-Fornovo di Taro enquanto tentava atingir o Vale do Pó. A 148ª tinha remanescentes da destruída 90.ª Divisão Panzergrenadier e da Divisão RSI "Italia" os acompanhando, mas apesar das tentativas de rompimento do cerco de 26 a 28 de abril, as forças do Eixo foram cercadas e forçadas a se render em 29 de abril de 1945 na Batalha de Collecchio antes da rendição geral do Eixo na Itália proclamada pelo General Heinrich von Vietinghoff em 2 de maio. Os generais Mario Carloni e Otto Fretter-Pico seguiram seus 14.779 homens em cativeiro, passando da custódia brasileira para um campo de prisioneiros de guerra americano algum tempo depois. Ele foi libertado pelas forças americanas em 7 de julho de 1948. O velho general então se mudou para a Suíça e se aposentou lá.
Otto Fretter-Pico morreu aos 73 anos em 30 de julho de 1966, em Flims, no Cantão de Grisões, na Suíça; e está sepultado no Hauptfriedhof Freiburg im Breisgau.
A cerimônia de rendição do General Otto Fretter-Pico aos brasileiros ainda é reencenada na Itália a cada 25 de abril em Fornovo e Collecchio.

## Prêmios e condecorações

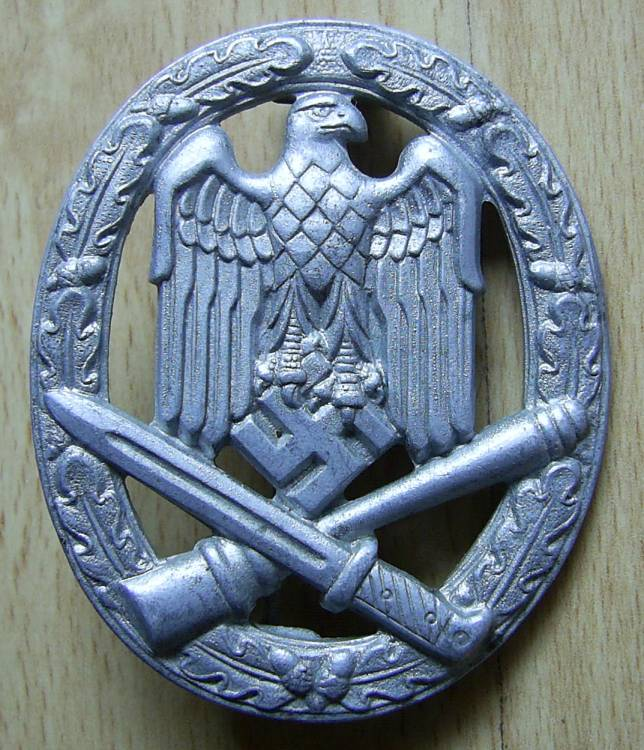
Allgemeines Sturmabzeichen, o Distintivo de Assalto Geral. Ele tem uma águia alemã sobre uma suástica, com uma baioneta e granada cruzadas simbolizando o combate aproximado.

No decorrer de sua carreira, o General Otto Fretter-Pico recebeu promoções e condecorações do exército alemão. As mais altas foram a Cruz Germânica em Ouro e a Cruz de Cavaleiro da Cruz de Ferro. Na Primeira Guerra Mundial, o então Tenente Otto Fretter-Pico recebeu a Cruz de Ferro 2ª Classe em 25 de março de 1915, e Cruz de Ferro 1ª Classe em 8 de dezembro de 1917 por méritos em batalha; recebendo também ordens reais. Do Grão-Ducado de Baden, ele recebeu a Cruz de Cavaleiro 2ª Classe da Ordem do Leão Zähringer com Espadas em 13 de novembro de 1916, e, do Império Alemão, recebeu a Cruz de Honra 3ª Classe da Ordem da Casa Real de Hohenzollern com Espadas em abril de 1918. Otto também recebeu o Distintivo de Ferido retroativamente.
Na Segunda Guerra Mundial, ele recebeu a Cruz de Ferro 2ª Classe no primeiro mês da guerra na Europa, em 28 de setembro de 1939, durante a invasão da Polônia. Durante a Operação Barbarossa, Otto recebeu a Cruz de Ferro 1ª Classe em 22 de junho de 1941, durante os combate na Ucrânia; estas duas condecorações representadas por broches. Como coronel à frente do 297º Regimento de Artilharia, ele recebeu o Distintivo de Assalto Geral em Prata em 30 de setembro de 1941. Este distintivo era uma condecoração militar concedida aos militares que apoiaram um ataque de infantaria, mas não faziam parte de unidades de infantaria específicas e, portanto, não se qualificava para o Distintivo de Assalto de Infantaria. Em 11 de dezembro de 1941, Otto foi agraciado com a Cruz Germânica em Ouro.
Por sua turnê na União Soviética, o General Otto foi condecorado com a Medalha Oriental, conhecida como "Medalha Carne Congelada", e cuja fita se usava na segunda casa de botão da túnica. No sul da França, ele foi premiado com a Cruz de Cavaleiro, em 12 de dezembro de 1944, "por liderar sua divisão em uma retirada particularmente habilidosa sobre os Alpes Marítimos sob forte pressão inimiga".

### Patentes
| Fahnenjunker    | 14 de julho de 1914     |
| Leutnant        | 27 de janeiro de 1915   |
| Oberleutnant    | 18 de outubro de 1918   |
| Hauptmann       | 1º de fevereiro de 1928 |
| Major           | 1º de janeiro de 1935   |
| Oberstleutnant  | 1º de outubro de 1937   |
| Oberst          | 1º de setembro de 1940  |
| Generalmajor    | 1º de março de 1943     |
| Generalleutnant | 20 de outubro de 1944   |

### Condecorações
| Cruz de Ferro (1914) 2ª Classe                                            | 25 de março de 1915    |
| Cruz de Cavaleiro 2ª Classe da Ordem do Leão Zähringer com Espadas        | 13 de novembro de 1916 |
| Cruz de Ferro (1914) 1ª Classe                                            | 8 de dezembro de 1917  |
| Cruz de Honra 3ª Classe da Ordem da Casa Real de Hohenzollern com Espadas | abril de 1918          |
| Cruz de Ferro (1939) 2ª Classe                                            | 28 de setembro de 1939 |
| Cruz de Ferro (1939) 1ª Classe                                            | 22 de junho de 1941    |
| Distintivo de Assalto Geral em Prata                                      | 30 de setembro de 1941 |
| Cruz Germânica em Ouro                                                    | 11 de dezembro de 1941 |
| Cruz de Cavaleiro da Cruz de Ferro                                        | 12 de dezembro de 1944 |